# Божедарівка (станція)
Божеда́рівка — проміжна залізнична станція 4-го класу Криворізької дирекції Придніпровської залізниці на електрифікованій лінії Верхівцеве — Кривий Ріг-Головний між станціями Верхівцеве (20 км) та Кудашівка (11 км). Розташована в селищі Божедарівка Кам'янського району Дніпропетровської області.

## Історія
Історія невеликої станції розпочалася у 1881 році, коли було прийнято рішення побудувати залізничну лінію Катеринослав — Казанка, а 1884 року нею вже був відкритий рух поїздів. У тому ж 1884 році зведено типову двоповерхову будівлю вокзалу в англійському стилі, характерною особливістю якого є різна кількість ризалітів на фасаді. Спереду розташовано три ризаліти, які зовсім трохи виступають щодо будівлі. Сама будівля прикрашена двома карнизами над кожним з поверхів.
Існує дві версії походження назви: поруч з майбутньою станцією розташовувалося безіменне поселення, у 1861 році сюди прибув посланець з грамотою про ліквідацію кріпацтва. Цю новину жителі сприйняли як «Божий дар», і завдяки цьому селище, а слідом і станція отримала назву Божедарівка. За іншою версією назва виникла завдяки імператриці Катерині II, яка по приїзду нарекла місцевість «Божим Задарма», завдяки її красі і врожайності. Відкриття станції вплинуло на розбудову селища, що сприяло відкриттю підприємств. Станом на 1900 рік загальний вантажообіг станції сягнув 500 тис. пудів, а торговий оборот — 85 000 рублів.
Під час Першої світової війни місцеві мешканці неодноразово пошкоджували залізницю, щоб перешкоджати окупантам швидко захопити рідні землі, а при їх відступі — залізницю швидко відновлювали. За часів Другої світовії війни все чоловіче населення було мобілізовано, а на залізничній станції працювати виключно жінки, з наближенням ворога все обладнання було евакуйоване. 16 вересня 1941 року селище і станцію було тимчасово захоплено, а деокупація відбулася через два роки — 30 жовтня 1943 року.

## Пасажирське сполучення
На станції Божедарівка зупиняються приміські електропоїзди сполученням  Кривий Ріг — Верхівцеве / Дніпро.
З 18 січня 2023 року на станції щоденно зупиняється нічний швидкий поїзд  № 128/127 Львів — Запоріжжя, якому тимчасово змінено маршрут руху через станцію Дніпро-Головний.
До 2023 року через станцію також прямував поїзд № 59/62 сполученням Харків — Одеса (наразі скасований).